# Rivera (departament)
Rivera – urugwajski departament położony na północy kraju. Graniczy od 
północy z brazylijskim stanem Rio Grande do Sul, na południowym
wschodzie z Cerro Largo, na południu i zachodzie z Tacuarembó, a na północnym zachodzie z departamentami Salto i nieznacznie z
Artigas.
Ośrodkiem administracyjnym oraz największym miastem tego powstałego w 1884 r. departamentu jest Rivera, położone na granicy z Brazylią.
Powierzchnia Rivery wynosi 9370 km². W 2004 r. departament był zamieszkany przez 104 921 osób, co dawało gęstość zaludnienia 11,2 mieszk./km².